# Digi Telecommunications
Digi Telecommunications – malezyjski dostawca usług telefonii komórkowej. Jego większościowym udziałowcem jest Telenor ASA (49%).
Przedsiębiorstwo zostało założone w 1995 roku.